# Shane McMahon (Wrestler)
Shane Brandon McMahon (* 15. Januar 1970 in Gaithersburg, Maryland) ist ein US-amerikanischer Unternehmer und Wrestler. Er ist der Sohn des ehemaligen Wrestling-Promotors und Eigentümers der WWE, Vince McMahon und dessen Frau Linda McMahon. Er selbst trat in verschiedenen Funktionen, unter anderem als Ringrichter und Wrestler, in den Fernsehshows des Familienunternehmens auf. Des Weiteren ist er aktuell zweiter Vorsitzender des Medienunternehmens You On Demand Holdings Inc.

## Biografie

### Privatleben
McMahons Vater Vince leitete die wirtschaftlich bedeutendste amerikanische Wrestling-Promotion, in der Shane ebenfalls in führender Position tätig war. Seine Mutter Linda war bis 2009 Chief Executive Officer der WWE, bevor sie sich ihrer politischen Karriere widmete. Seine jüngere Schwester Stephanie McMahon-Levesque heiratete den ebenfalls bei der Liga unter Vertrag stehenden Wrestler Triple H. Shane McMahon selbst ist seit 1996 mit der Fernsehmoderatorin und Produzentin Marissa Mazzola-McMahon verheiratet und hat mit ihr drei Söhne.

### World Wrestling Federation/Entertainment

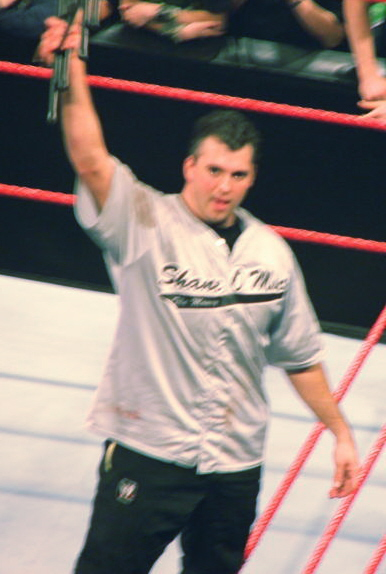
McMahon 2007

Nach Tätigkeiten hinter den Kulissen trat McMahon erstmals unter dem Pseudonym Shane Stevens als Ringrichter in den Fernsehshows der WWE auf, unter anderem leitete er als Ringrichter das Hauptmatch des Royal Rumble 1991. Ab 1998 wurde er selbst als Wrestler aktiv, daneben hatte er andere Rollen als Manager, Kommentator und Ringsprecher. 1999 erhielt er für 126 Tage die WWF European Championship, 2000 für 6 Tage die WWE Hardcore Championship. Die Handlungsstränge, an denen McMahon teilnahm, drehten sich oft um die Kontrolle des Familienunternehmens. So war zum Beispiel er es, der (lt. Storyline) im Jahr 2001 die konkurrierende WCW kaufte und in der folgenden Invasion-Storyline mit der ebenfalls aufgekauften ECW zur Alliance vereinte und zusammen mit seiner Schwester Stephanie gegen die WWF führte, um diese zu übernehmen. Bei der Survivor Series 2001 endete diese Storyline, als McMahons Team Alliance in einem Elimination Match gegen das Team WWF unterlag.
In seinen Matches machte McMahon nicht selten durch waghalsige Stunts, wie Stürze aus großer Höhe oder Würfe durch Glasscheiben von sich reden.
McMahon, der als Sohn des Firmenchefs auch Managementaufgaben für die WWE wahrnahm, verließ 2010 das Familienunternehmen und widmete sich eigenen Projekten. 2016 kehrte er, wieder als Fehdengegner seines Vaters, zur WWE zurück und bestritt beim Pay-Per-View Wrestlemania 32 vor über 100.000 Zuschauern im AT&T Stadium ein Hell in a Cell Match gegen den Undertaker und vollführte dabei einen riskanten Sturz vom Dach des Käfigs auf ein Kommentatorenpult.
Am Abend nach Wrestlemania 32 gab Vince McMahon Shane die Kontrolle über Monday Night Raw, obwohl er gegen den Undertaker verlor und eine vorher ausgemachte Klausel im Falle einer Niederlage eigentlich das Gegenteil besagte.
Bei WWE Payback vom 1. Mai 2016 teilte Vince McMahon die Kontrolle über Monday Night RAW an Shane McMahon sowie dessen Schwester Stephanie McMahon auf. Bei der RAW Episode vom 11. Juli 2016 wurde er, im Zuge der erneuten Trennung der beiden WWE-Hauptshows („Brand Extension“) in getrennte Kader, von Vince McMahon zum (Gimmick-)Commissioner von SmackDown! LIVE ernannt. Ab dort leitete er den blauen Brand zusammen mit Daniel Bryan, den er zu seinem General Manager ernannte. Nachdem Daniel Bryan aber seine Karriere im Jahr 2018, kurz nach WrestleMania 34, nach einer langen Verletzungspause „wiederbelebte“, wurde die Rolle des General Managers von Paige übernommen.
Am 27. Januar 2019 wurde er beim Royal Rumble gemeinsam mit The Miz zum SmackDown Tag Team Champion. Hierfür besiegten sie The Bar Cesaro & Sheamus. Diese Regentschaft hielt 21 Tage und sie verloren die Titel schlussendlich am 17. Februar 2019 an The Usos. Nach einem verlorenen Rückmatch um die Titel attackierte er seinen ehemaligen Tag Team Partner, was zur Fehde zwischen beide führte. Diese Fehde konnte er gewinnen. Es folgten weitere Gegner wie zum Beispiel Roman Reigns und Kevin Owens. Wegen einer Fehde gegen letzteren musste er laut Storyline die WWE verlassen.
Am 3. August 2020 kehrte er in die Shows der WWE zurück. Nach seiner Rückkehr leitete er einige Wochen lang das Segment der neuen Show Raw Underground. Die Show wurde jedoch am 21. September 2020 wieder eingestellt. Er absolvierte beim Final Farewell des Undertakers bei der Survivor Series am 22. November 2020 einen Auftritt. Er war einer der Superstars, welche sich im Ring vom Undertaker verabschiedeten. Am 2. Februar 2022 wurde bekannt gegeben, dass er aufgrund eines Vorfalls entlassen worden ist.

## Titel und Auszeichnungen

### Titel
- 1× WWE SmackDown Tag Team Champion mit The Miz
- 1×  WWF European Champion
- 1× WWF Hardcore Champion

### Auszeichnungen
- 2018: World Cup Sieger